# Сава Мркаль
Сава Мркаль (серб. Сава Мркаљ / Sava Mrkalj; *1783, Сєнічак — †1833, Відень) — сербський мовознавець.

## Біографія
Народився в містечку Сєнічак у Кордуні, на території сучасної Хорватії, що на той час була частиною Ерцгерцоґства Австрійського. Його батьки були сербами. Закінчив вищу школу в Заґребі, а згодом і Університет у Пешті, де здобув звання Humanitatis et Philosophiæ Doctor. Найбільш відомий завдяки спробі реформування літературної сербської мови (перед Вуком Караджичем). У своїй праці Сало дебелога јера либо азбукопротрес (укр. Сало товстого єра або ж азбучні перестановки) (Буда, 1810) він запропонував скоротити сербську абетку з 42 до 26 літер.
Його пропозиції сприйняли як надто радикальні і гостро розкритикували, адже первинну кирилицю ще з часів її винайдення у IX столітті використовувала Сербська православна церква. Сам же Мркаль після такої хвилі критики з боку церковної єрархії, аби засвідчити свою вірність православ'ю, вирішив постригтися в ченці (1811), проте розчарований чернечим життям він покинув монастир 1813 року. 1817 року він відмовився від своєї пропозиції реформування абетки у праці під назвою Палінодія (або На захист товстого єра).
Згодом Мркаль занепав духом і 1827 року потрапив до психіатричної лікарні у Відні. 1833 року він помер.